# Qix

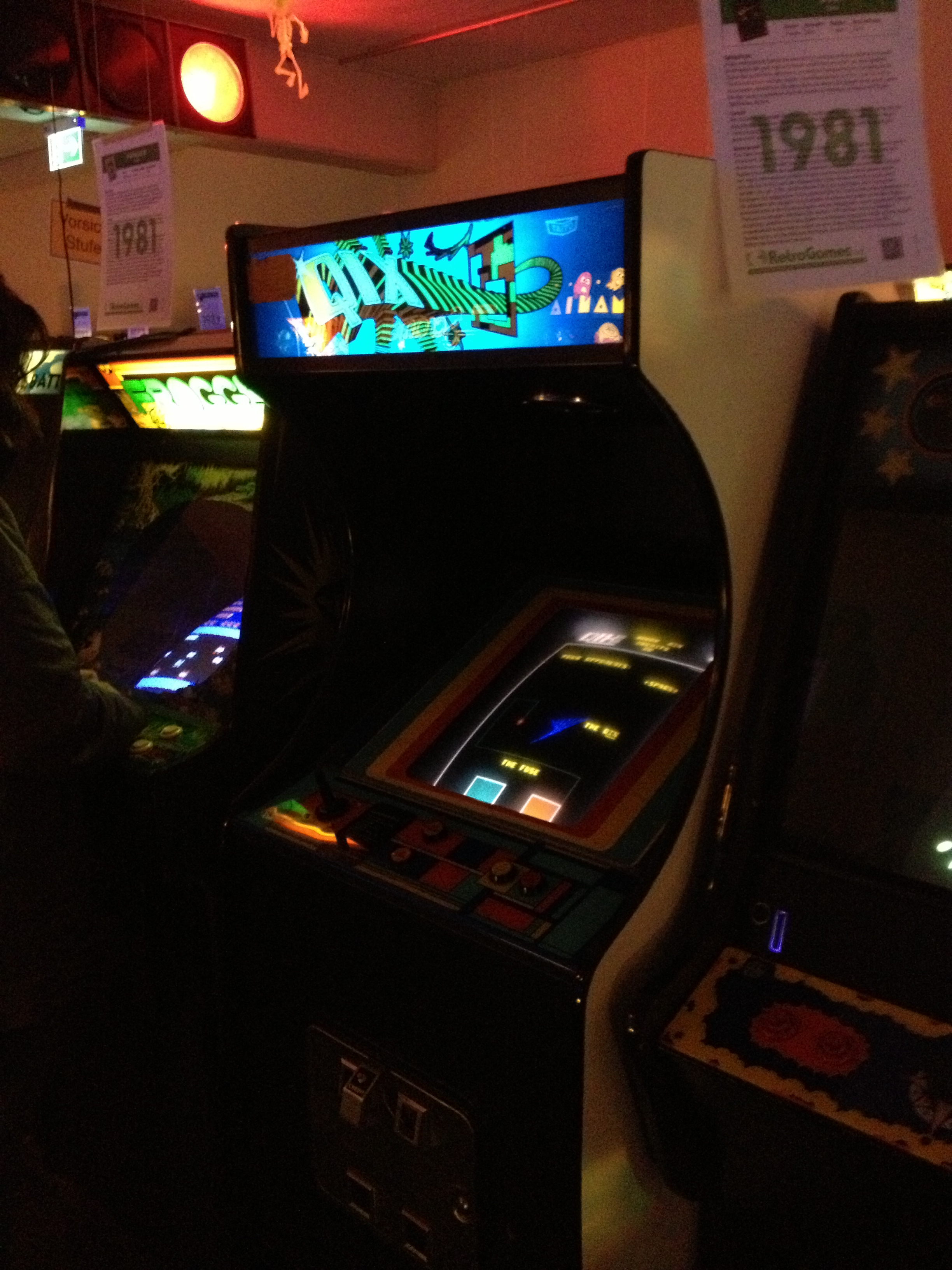
Un cabinato originale di Qix.

Qix (pronunciato "Kix") è un videogioco arcade del 1981 sviluppato dalla divisione statunitense di Taito, Taito of America, il cui gameplay consiste nel realizzare figure geometriche chiuse tracciando una linea continua all'interno di un grande campo quadrato. Trattasi del primo capitolo di una propria serie.
Qix venne convertito su console e home computer, spesso a opera della stessa Taito: Atari 5200, Atari 400/800, DOS, Amiga, Apple II, Apple IIGS, Game Boy, NES e Atari Lynx. Fu anche uno dei pochi giochi ad avere una versione specifica per Commodore 128, con giocabilità migliorata rispetto al Commodore 64. L'ultimo dei porting uscì nel 2000 su PlayStation, però solo in Giappone con il nome di Qix 2000 (クイックス2000?), e come parte dell'antologia SuperLite 1500 Series di Success.
Le sue meccaniche di gioco hanno dato il via, nel corso degli anni, a un gran numero di cloni, come per esempio Styx (1983 per MS-DOS), oppure la serie a tema erotico Gals Panic di Kaneko (restando sul tema anche Dancing Eyes della Namco).

## Modalità di gioco
Mediante il controllo di un piccolo rombo marcatore ("Marker" per l'appunto), attraverso l'apposito joystick, lo scopo di Qix è ottenere punteggi ricoprendo quasi tutta la schermata nera di gioco, creando e colorando all'unisono variegate sub-aree.
Tenendo premuto uno dei due pulsanti disponibili, corrispondenti a due diverse velocità, il rombo in questione può uscire dal perimetro bianco dalla quale scorre, seguendone il verso, generando dietro di sé una linea denominata "Stix", che può cambiare direzione in orizzontale o in verticale ma mai in obliquo. Tuttavia non può intrecciarsi ripassando su sé stessa, e, qualora venisse connessa ad un altro punto del bordo, allora l'area compresa da tale diviene (come da percentuale) "proprietà" del giocatore, colorata e quindi parte integrante del bordo stesso. I punti guadagnati differiscono a seconda delle velocità di tracciamento, i cui valori, giusto in una chiusura sono 250 nel modo veloce, 500 invece per quello lento.
Per occupare una zona è necessario non essere toccati da due nemici presenti, ovvero il "Qix", un elemento astratto composto da linee colorate cangianti che si muove liberamente nell'ampio spazio (se ne aggiunge poi un secondo), e gli "Sparx", esseri simili alle fiaccole che percorrono di continuo il perimetro nei sensi opposti; l'entrata in scena di altri Sparx è determinata dallo scadere del loro tempo d'attesa, rappresentato da una linea rossa posta sul lato superiore dell'interfaccia. Andare a contatto con uno solo di questi significa perdere una delle vite a disposizione (esaurite le quali la partita termina). Il Qix è letale anche se tocca lo Stix in qualsiasi punto mentre si sta disegnando.
Inoltre, qualora il giocatore lasciasse fermo il Marker per più di un secondo, si accende una miccia che dalla base dello Stix risale verso il medesimo, fatale se lo raggiunge prima che riparta. Poiché lo Stix non si può intrecciare, bisogna evitare di rimanere intrappolati al centro di una spirale (la "Spiral Death Trap"), dove è inevitabile fermarsi ed essere raggiunti dalla miccia.
Una volta coperta la schermata almeno del 75%, il livello è completo e si passa ai successivi; ogni punto percentuale superante cotale soglia viene moltiplicato per 1000 (99% il limite massimo). Se lo si completa riuscendo in un'occasione a separare i due Qix verrà applicato un bonus moltiplicatore dei normali punti, il quale, partendo da ×2, si incrementa di uno (fino al massimo di 9) a ogni ulteriore loro separazione. Dopo ogni due livelli l'ostilità dei nemici aumenta, rendendo la sessione man mano sempre più difficile.

### Qix II: Tournament
Il sequel diretto di Qix, uscito esclusivamente per arcade nel 1982, ha solo piccoli aggiornamenti rispetto al predecessore, ovvero colori diversi e la possibilità di vincere una vita se si riesce a coprire il 90% dello schermo.

## Emulazioni
L'emulazione dell'originale arcade appare su raccolte fisiche dedicate al retrogaming Taito: Taito Legends 2 (PS2, Xbox, PC), Taito Legends Power-Up (PSP), Taito Memories Gekan (PS2) e Taito Memories Pocket (PSP); le ultime due uscirono solo in Giappone. Fu infine reso disponibile per l'acquisto anche nei defunti servizi GameTap e Virtual Console (quest'ultimo per quanto riguarda la versione Game Boy sul Nintendo 3DS).

## Serie
La serie ufficiale è composta da:
- Qix (1981)
- Qix II: Tournament (1982), piccolo aggiornamento di Qix
- Super Qix (1987), arcade
- Volfied (1989), arcade, convertito anche per molte piattaforme come Ultimate Qix (in alcune versioni)
- Qix++ (2009), Xbox 360 e PlayStation Portable

### Remake
- Qix Adventure (2000), Game Boy Color, dotata di una nuova modalità di gioco.
- Qix Neo (2001), PlayStation, remake di Volfield
- Battle Qix (2002), PlayStation, parte della SuperLite 1500 Series di Success.

### Prototipo
- Twin Qix[6] (1995), arcade